# Comet (Lincoln Park)
Comet in Lincoln Park (North Dartmouth, Massachusetts, USA) war eine Holzachterbahn des Herstellers National Amusement Device Company, die 1946 eröffnet wurde.
Nach einem Unfall am 29. September 1987, bei dem vier Personen verletzt wurden, weil die Bremsen versagt haben, wurde die Bahn geschlossen, stand aber noch bis Juli 2012 an der Stelle. Im Jahre 2005 brach der Lifthill der Comet zusammen.
Die 914,4 m lange Strecke erreichte eine Höhe von 19,8 m und besaß eine Höchstgeschwindigkeit von 88,5 km/h.

## Züge
Comet besaß zwei Züge mit jeweils fünf Wagen. In jedem Wagen konnten vier Personen (zwei Reihen à zwei Personen) Platz nehmen. Obwohl die Züge ursprünglich über fünf Wagen verfügten, wurden die Züge in den letzten Jahren des Betriebs auf vier Wagen gekürzt. Die Teile der entfernten Wagen wurden dabei als Ersatzteile für die übrigen Wagen verwendet. Nachdem der Park geschlossen worden war, wurden die Züge vom Park Little Amerricka gekauft mit der Absicht, eine Kopie von Comet zu errichten und die Züge darauf zu verwenden. Bis zum heutigen Zeitpunkt wurde dies allerdings nicht realisiert.